# Cala Pi
Cala Pi és una cala situada al municipi de Llucmajor, Mallorca, i és la més important de les poques cales del migjorn d'aquesta illa. Té un entrant d'aigua d'uns 400 m entre penya-segats d'uns 30 m d'alçada. Al fons de la cala hi ha una platja de sorra fina d'uns 50 m d'amplada i molt llarga, al voltant dels 150 m.

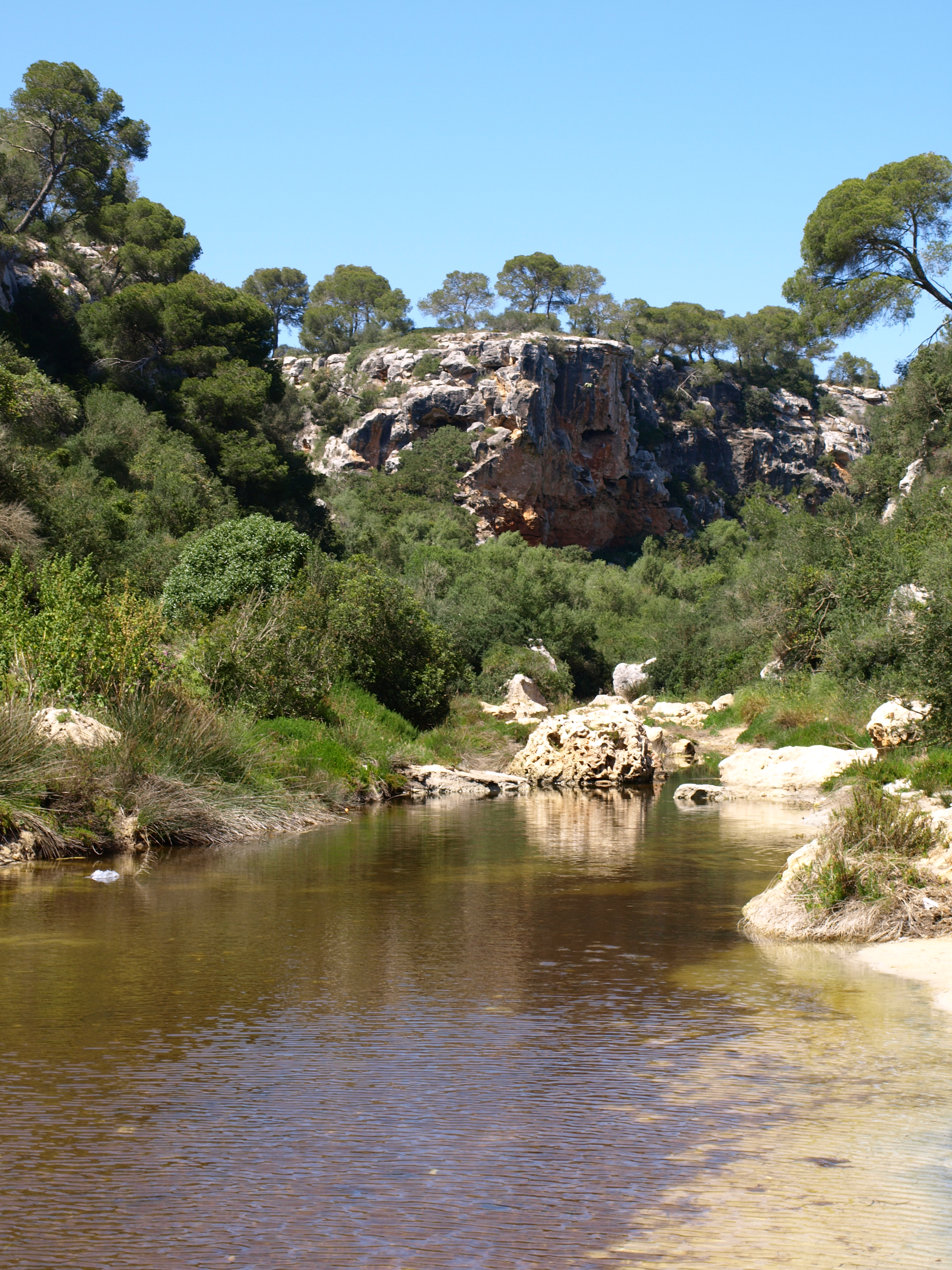
Bassa de Cala Pi

La cala es troba tan encaixonada car és la desembocadura del torrent de Cala Pi; aquest mateix torrent crea una petita albufera, a la part interior de la cala, on hom hi ha trobat llises. La cala és un lloc habitual per resguardar-hi embarcacions, existeix un nucli d'escars i també moltes embarcacions hi fondegen, ja que és un dels únics resguards naturals que existeix en el litoral des del cap Enderrocat fins a s'Estanyol de Migjorn.
Encara que sembla que el nom «cala Pi» fa referència a un gran pi que hi pogués haver a la cala, no hi ha cap constància documental. A més l'existència de pins a les cales de Mallorca és un fet generalitzat. Sembla més encertat que el nom prové d'un antropònim, igual que la propera cala Beltran, ja que durant l'edat mitjana hi ha documents que indiquen que hi havia un bon nombre de pobladors de Llucmajor que duien el nom "Pi".

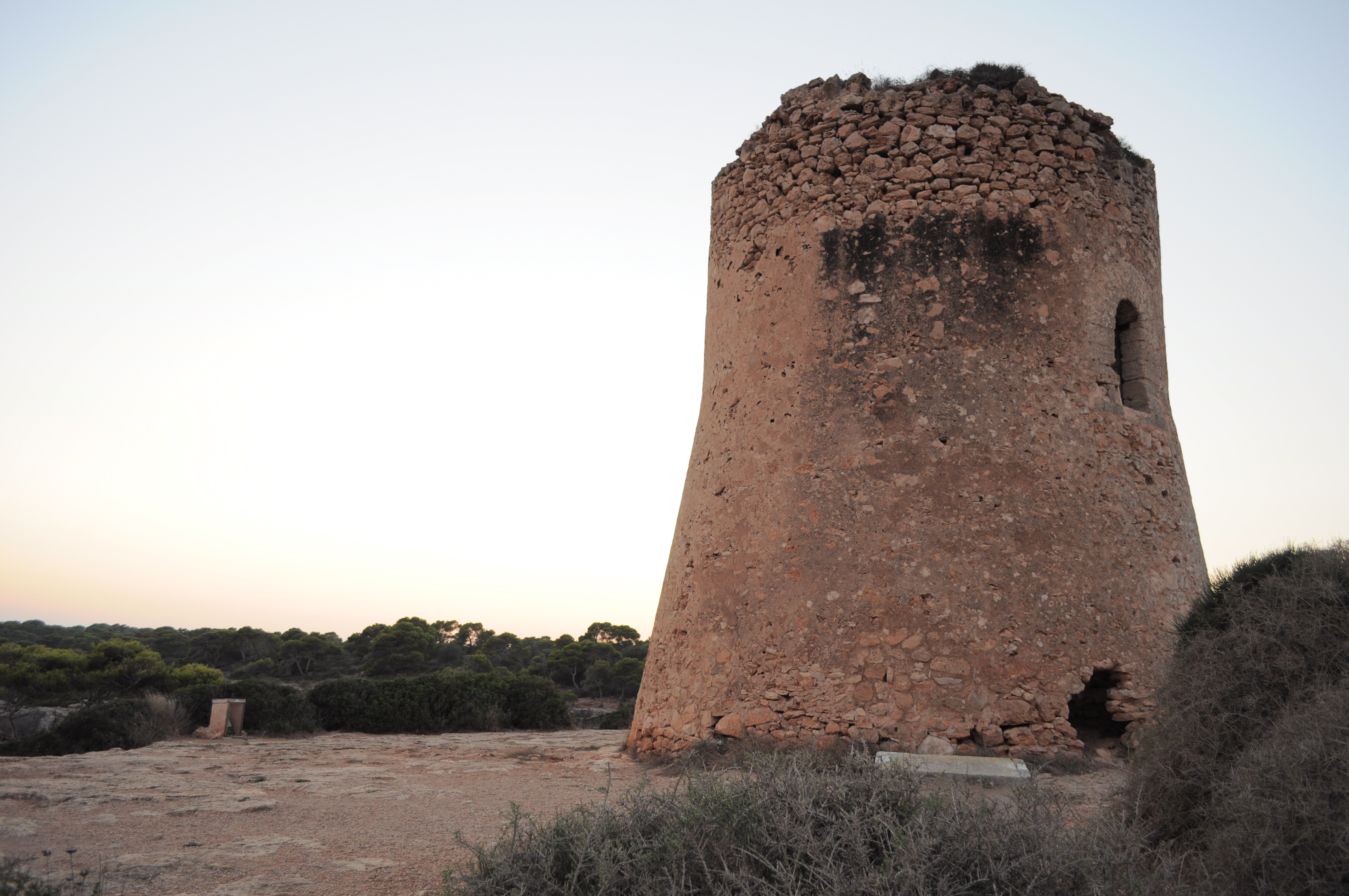
Torre de Cala Pi

A la part del llevant, tanca la cala l'anomenada punta de Cala Pi, sobre la qual hi ha construïda una torre de guaita, la torre de Cala Pi, del segle xvi, emprada com a defensa de l'entrada de la cala. A la mateixa part hi ha una urbanització residencial, anomenada també Cala Pi, que data dels anys seixanta del segle xx. En el torrent, prop de la cala, hi ha restes arqueològiques prehistòriques, com ara la Cova de Cala Pi, emprada com a lloc d'enterrament, i a la part del ponent hi ha restes de construccions talaiòtiques, la qual cosa demostra que aquest indret fou habitat des d'antic.

## Escars

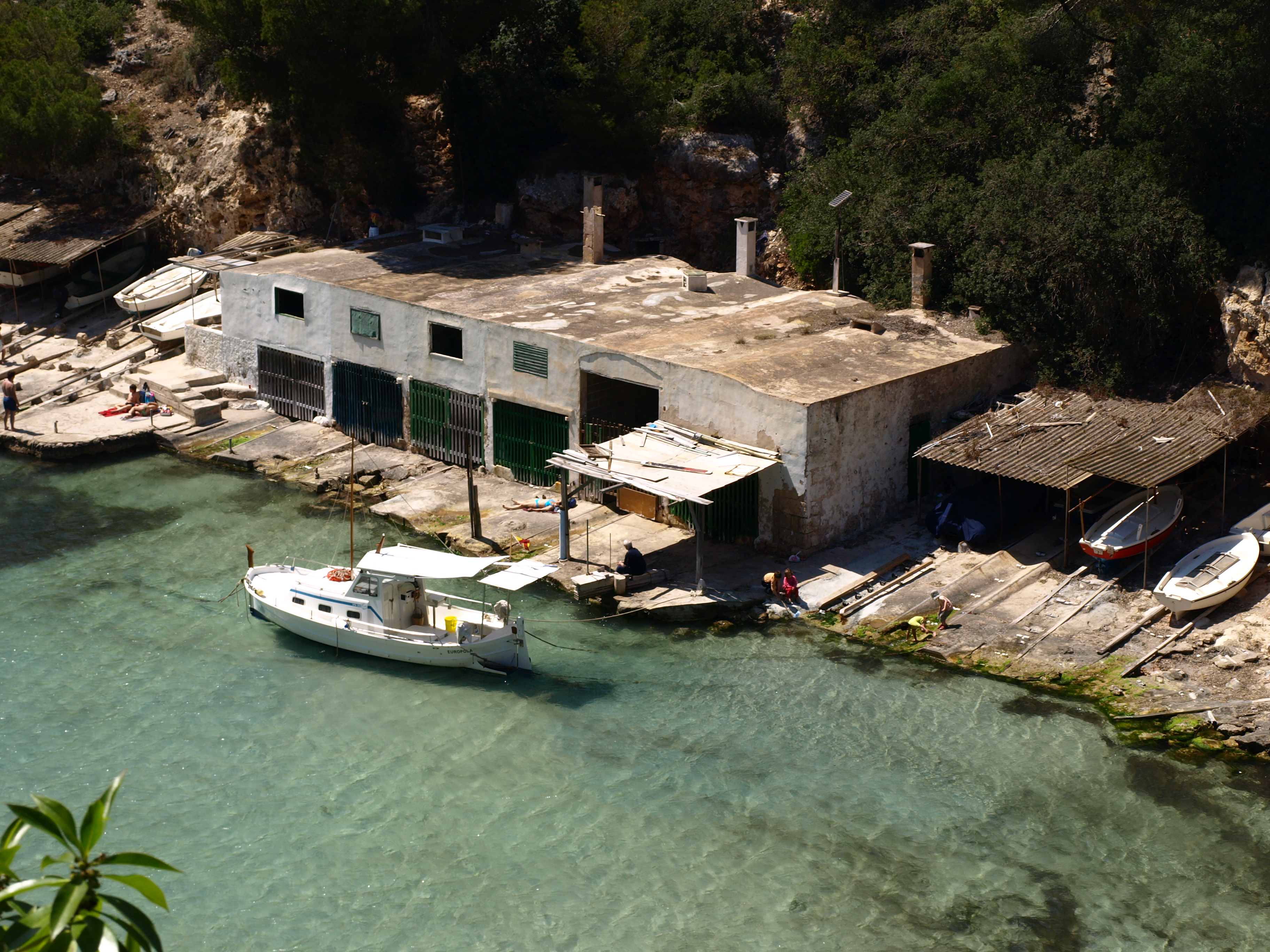
Escars de cala Pi

Els escars foren construïts l'any 1954. Sis d'ells tenen refugis d'obra de dues plantes, realitzats amb marès amb coberta plana, també de marès, suportada per bigues de fusta, d'on surten un fumeral per refugi. L'accés a cinc d'ells es realitza mitjançant uns grans portells de fusta de dues fulles, i sols un per mitjà d'una barrera metàl·lica. A la segona planta, quatre dels escars, els situats més al sud, disposen d'una finestra gran a la part superior, mentre que els dos situats més cap al nord, no disposen d'ella. Enfront del conjunt dels escars hi ha la rampa feta de ciment per on es pugen i baixen les embarcacions. El conjunt dels sis escars amb refugi d'obra es complementa amb dos grups d'escars que només disposen de la rampa i petits porxos de refugi.